# Druppeltrechter

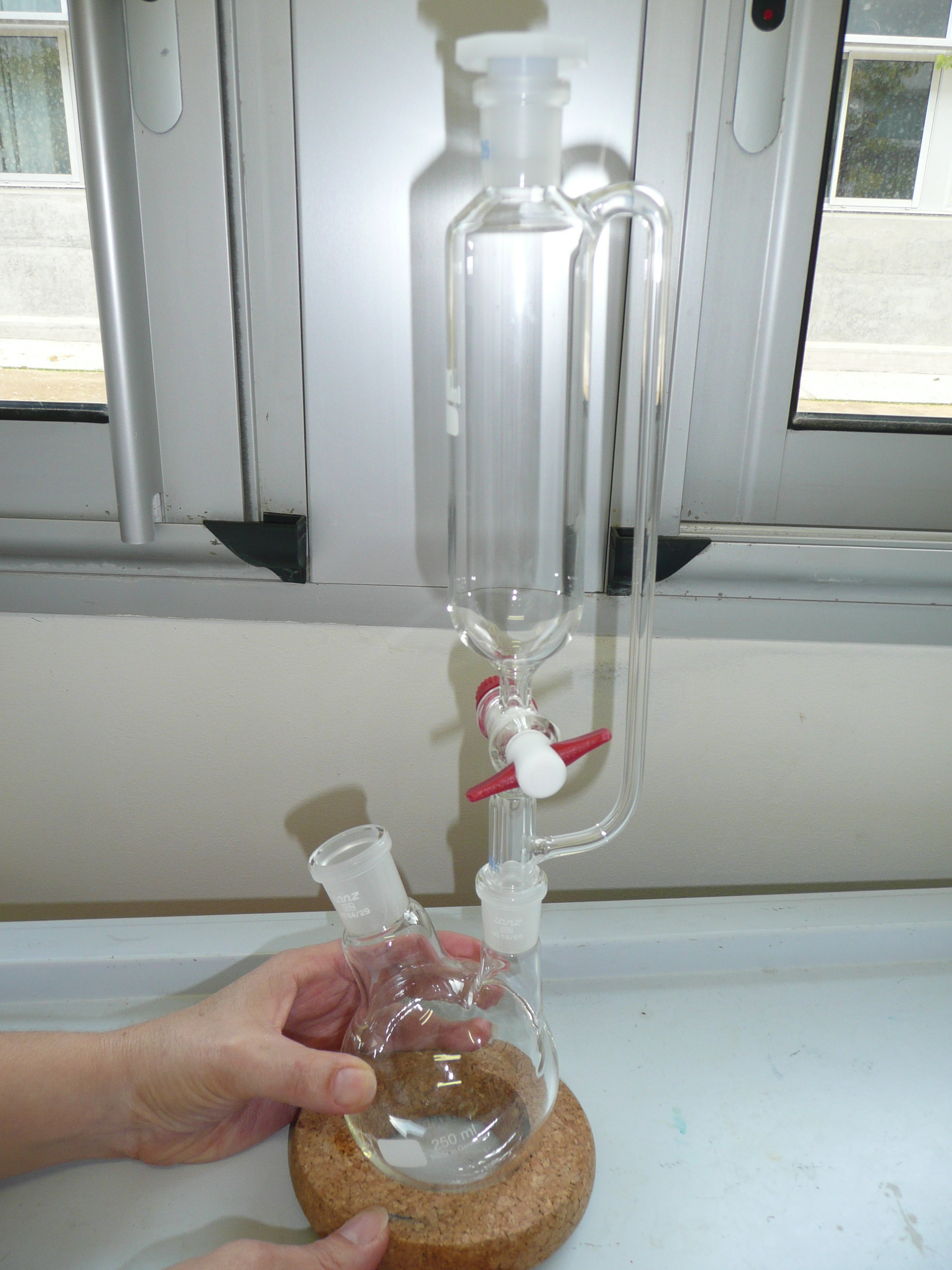
Een tegendrukdruppeltrechter. Bij een gewone druppelttrechter ontbreekt de zijbuis aan de rechterkant

Een druppeltrechter is een stuk laboratoriumglaswerk dat gebruikt wordt om vloeistoffen druppelsgewijs toe te voegen aan een reactiemengsel. De functie lijkt sterk op die van een buret, maar daar waar het mogelijk is met een buret de nauwkeurig bekende volumes toe te voegen, is dat bij de druppeltrechter doorgaans niet het geval. Er bestaan druppeltrechters met een schaalverdeling. Een druppeltrechter wordt gebruikt wanneer een reactieve verbinding traag moet worden toegevoegd om hevige reacties of eventuele nevenreacties te vermijden.
Druppeltrechters bestaan uit een reservoir, waarin de toe te voegen stof zit, en onderaan een smalle hals, waaraan een kraantje zit. Onder het kraantje zit vaak ook een slijpstuk, waarmee de druppeltrechter bijvoorbeeld met een rondbodemkolf kan worden verbonden. Bovenaan zit een opening met een slijpstuk, waardoor het mogelijk is dat deze afgesloten kan worden met een glazen stop of waarmee het met andere stukken glaswerk kan verbonden worden.
Deze constructie heeft als nadeel dat de hoeveelheid vloeistof zich in een afgesloten ruimte bevindt. Uitlopen is alleen mogelijk als de bovenopening niet gesloten is. Voor syntheses met stoffen die met bestanddelen in de lucht (zuurstof, waterdamp of koolstofdioxide) kunnen reageren is dat funest: in dat geval wordt een tegendrukdruppeltrechter gebruikt. Verder bevindt er zich een buisje tussen de ruimte onder de kraan en de bovenzijde van de druppeltrechter. Dezelfde druppeltrechter wordt ook gebruikt wanneer er overdruk aanwezig is in het reactievat, omdat de vloeistof pas gaat stromen wanneer de druk aan beide kanten gelijk is.